# PTT 1. Lig 2012/13
Die PTT 1. Lig 2012/13 war die 50. Spielzeit der zweithöchsten türkischen Spielklasse im Fußball der Männer sein. Sie begann am 25. August 2012 mit dem 1. Spieltag und am 12. Mai 2013 fand der 34. Spieltag statt. Am 26. Mai 2013 endete die Saison 2012/13 mit dem Play-off-Finale zwischen Torku Konyaspor und Manisaspor.
Die Hinrunde endete am 23. Dezember 2012, während die Rückrunde am 20. Januar 2003 begann. Der Spielplan wurde per Losverfahren bestimmt.
Der Tabellenerste und -zweite steigen direkt in die höhere Süper Lig auf. Die Mannschaften auf den Tabellenplätzen drei bis sechs nehmen an den Play-offs teil, wo der dritte Aufsteiger per K.-o.-System ausgespielt wird. Die Play-offs werden in einer für alle teilnehmenden Mannschaften neutralen Stadt ausgetragen und fangen mit den Halbfinalbegegnungen an. Dabei tritt der Tabellendritte gegen den Tabellensechsten und der Tabellenvierte gegen den Tabellenfünften an. Jede K.-o.-Runde wird durch eine Begegnung ausgetragen. Die Mannschaften auf den drei letzten Tabellenplätzen steigen in die TFF 2. Lig ab.
Zu Saisonbeginn waren zu den von der vorherigen Saison verbleibenden 12 Mannschaften die drei Absteiger aus der erstklassigen Süper Lig Samsunspor, Manisaspor, MKE Ankaragücü und die drei Aufsteiger aus der drittklassigen TFF 2. Lig Şanlıurfaspor, 1461 Trabzon und Adana Demirspor hinzugekommen. Mit 1461 Trabzon hatte sich eine Mannschaft qualifiziert, die zuvor noch nicht in der TFF 1. Lig gespielt hatte.
Der Verein Konyaspor wurde am 11. Juli 2012 in Torku Konyaspor umbenannt.
Die Verträge für die Namensrechte liefen zum Ende der Saison 2011/12 aus und wurden mit Bank Asya nicht verlängert. Stattdessen wurde bekanntgegeben, dass sich die türkische Post (PTT) die Namensrechte für die zwei Spielzeiten 2012/13 und 2013/14 gesichert hat.
1461 Trabzon beendete die Spielzeit 2012/13 mit Platz 3 auf einem Play-off-Platz. Der Verein durfte jedoch nicht an den Play-off-Spielen teilnehmen, weil sie als Reservemannschaft vom Erstligisten Trabzonspor fungiert. Adana Demirspor erhielt dafür die Teilnahmeberechtigung.

## Abschlusstabelle
| Pl. | Verein              | Sp. | S  | U  | N  | Tore    | Diff. | Punkte |
| --- | ------------------- | --- | -- | -- | -- | ------- | ----- | ------ |
| 1.  | Kayseri Erciyesspor | 34  | 19 | 6  | 9  | 059:370 | +22   | 63     |
| 2.  | Çaykur Rizespor     | 34  | 17 | 8  | 9  | 053:350 | +18   | 59     |
| 3.  | 1461 Trabzon (N)    | 34  | 15 | 8  | 11 | 047:310 | +16   | 53     |
| 4.  | Manisaspor (A)      | 34  | 14 | 11 | 9  | 041:280 | +13   | 53     |
| 5.  | Bucaspor            | 34  | 14 | 10 | 10 | 048:330 | +15   | 52     |
| 6.  | Torku Konyaspor     | 34  | 14 | 10 | 10 | 038:350 | +3    | 52     |
| 7.  | Adana Demirspor (N) | 34  | 14 | 9  | 11 | 054:530 | +1    | 51     |
| 8.  | Adanaspor           | 34  | 13 | 10 | 11 | 042:420 | ±0    | 49     |
| 9.  | Karşıyaka SK        | 34  | 12 | 11 | 11 | 037:390 | −2    | 47     |
| 10. | Boluspor            | 34  | 13 | 7  | 14 | 041:450 | −4    | 46     |
| 11. | Denizlispor         | 34  | 11 | 10 | 13 | 035:370 | −2    | 43     |
| 12. | Şanlıurfaspor (N)   | 34  | 10 | 13 | 11 | 032:380 | −6    | 43     |
| 13. | Gaziantep BB        | 34  | 11 | 8  | 15 | 037:430 | −6    | 41     |
| 14. | Samsunspor (A)      | 34  | 7  | 18 | 9  | 038:390 | −1    | 39     |
| 15. | Tavşanlı Linyitspor | 34  | 9  | 11 | 14 | 034:470 | −13   | 38     |
| 16. | Göztepe Izmir       | 34  | 10 | 7  | 17 | 028:400 | −12   | 37     |
| 17. | Kartalspor          | 34  | 10 | 7  | 17 | 033:440 | −11   | 37     |
| 18. | MKE Ankaragücü (A)  | 34  | 7  | 8  | 19 | 031:620 | −31   | 29     |

Platzierungskriterien: 1. Punkte – 2. Direkter Vergleich (Punkte, Tordifferenz, geschossene Tore) – 3. Tordifferenz – 4. geschossene Tore

| (A) | Absteiger aus der Süper Lig 2011/12      |
| (N) | Neuaufsteiger aus der TFF 2. Lig 2011/12 |

## Kreuztabelle
Die Kreuztabelle stellt die Ergebnisse aller Spiele dieser Saison dar. Die Heimmannschaft ist in der linken Spalte, die Gastmannschaft in der oberen Zeile aufgelistet.
| 2012/13             | Samsunspor | Manisaspor | MKE Ankaragücü | Adanaspor | Torku Konyaspor | Çaykur Rizespor | Boluspor | Kayseri Erciyesspor | Kartalspor | Denizlispor | Tavşanlı Linyitspor | Bucaspor | Göztepe Izmir | Gaziantep BB | Karsiyaka SK | Şanlıurfaspor | 1461 Trabzon | Adana Demirspor |
| ------------------- | ---------- | ---------- | -------------- | --------- | --------------- | --------------- | -------- | ------------------- | ---------- | ----------- | ------------------- | -------- | ------------- | ------------ | ------------ | ------------- | ------------ | --------------- |
| Samsunspor          |            | 2:1        | 2:4            | 1:1       | 1:1             | 4:0             | 2:2      | 1:1                 | 3:1        | 2:2         | 1:1                 | 0:0      | 1:0           | 0:3          | 0:0          | 1:1           | 0:0          | 1:1             |
| Manisaspor          | 0:0        |            | 4:0            | 2:1       | 1:2             | 2:0             | 2:0      | 1:2                 | 1:0        | 0:1         | 4:0                 | 1:1      | 0:1           | 2:1          | 1:0          | 0:0           | 1:1          | 3:0             |
| MKE Ankaragücü      | 1:1        | 1:1        |                | 0:1       | 0:3             | 2:1             | 1:0      | 1:3                 | 1:0        | 0:3         | 0:1                 | 1:5      | 3:1           | 1:4          | 1:1          | 0:1           | 3:2          | 1:4             |
| Adanaspor           | 3:2        | 1:2        | 0:1            |           | 2:1             | 2:0             | 0:1      | 3:2                 | 2:1        | 2:1         | 2:2                 | 0:0      | 2:1           | 3:0          | 3:2          | 0:0           | 3:2          | 1:1             |
| Torku Konyaspor     | 2:2        | 2:1        | 1:0            | 1:0       |                 | 1:3             | 0:1      | 0:2                 | 4:1        | 2:0         | 2:0                 | 0:2      | 2:0           | 0:0          | 0:0          | 0:0           | 0:4          | 3:3             |
| Çaykur Rizespor     | 1:0        | 1:1        | 3:0            | 1:0       | 2:0             |                 | 1:0      | 2:2                 | 3:0        | 0:0         | 4:0                 | 1:0      | 5:1           | 2:1          | 2:2          | 1:1           | 2:3          | 1:2             |
| Boluspor            | 2:1        | 1:2        | 1:1            | 2:2       | 1:3             | 1:3             |          | 2:4                 | 0:1        | 1:1         | 2:2                 | 2:5      | 3:0           | 2:0          | 0:1          | 0:1           | 1:0          | 0:0             |
| Kayseri Erciyesspor | 2:1        | 2:3        | 2:1            | 1:2       | 0:2             | 0:1             | 2:3      |                     | 1:0        | 2:0         | 2:0                 | 0:0      | 2:0           | 1:1          | 0:1          | 3:1           | 0:0          | 5:1             |
| Kartalspor          | 2:2        | 0:0        | 1:1            | 3:0       | 0:0             | 0:1             | 2:0      | 1:3                 |            | 1:0         | 2:1                 | 0:1      | 2:1           | 1:0          | 4:3          | 1:1           | 1:2          | 3:1             |
| Denizlispor         | 2:1        | 1:1        | 2:1            | 1:0       | 1:1             | 1:0             | 0:1      | 1:2                 | 1:1        |             | 0:1                 | 2:0      | 1:0           | 2:1          | 1:2          | 1:1           | 1:2          | 2:0             |
| Tavşanlı Linyitspor | 0:0        | 1:0        | 2:0            | 0:0       | 0:1             | 2:3             | 2:2      | 1:2                 | 2:0        | 4:3         |                     | 0:0      | 0:1           | 1:0          | 1:1          | 1:3           | 1:1          | 1:0             |
| Bucaspor            | 0:0        | 1:1        | 0:0            | 4:0       | 0:1             | 1:0             | 0:1      | 0:1                 | 1:0        | 1:0         | 4:2                 |          | 3:0           | 3:1          | 1:2          | 1:2           | 3:2          | 1:0             |
| Göztepe Izmir       | 0:1        | 0:1        | 1:1            | 0:0       | 0:0             | 1:0             | 1:2      | 0:0                 | 2:0        | 1:1         | 0:1                 | 1:1      |               | 2:0          | 3:2          | 4:0           | 1:0          | 0:2             |
| Gaziantep BB        | 1:2        | 0:1        | 1:1            | 1:1       | 1:0             | 1:4             | 2:1      | 3:2                 | 1:0        | 0:1         | 3:2                 | 2:1      | 0:2           |              | 3:0          | 1:1           | 1:0          | 1:2             |
| Karşıyaka SK        | 0:1        | 1:1        | 2:0            | 0:2       | 1:1             | 0:1             | 1:0      | 2:4                 | 2:2        | 0:0         | 0:0                 | 1:0      | 2:0           | 0:0          |              | 1:0           | 1:0          | 1:4             |
| Şanlıurfaspor       | 2:1        | 2:0        | 3:2            | 0:0       | 2:0             | 2:2             | 1:3      | 1:0                 | 1:0        | 1:1         | 0:0                 | 1:2      | 0:2           | 0:1          | 0:1          |               | 0:3*         | 2:3             |
| 1461 Trabzon        | 2:1        | 0:0        | 1:0            | 2:1       | 3:0             | 0:0             | 1:2      | 0:1                 | 0:1        | 3:0         | 1:0                 | 3:1      | 1:1           | 1:1          | 3:2          | 1:0           |              | 0:1             |
| Adana Demirspor     | 0:0        | 2:0        | 4:1            | 4:2       | 1:2             | 2:2             | 0:1      | 1:3                 | 2:1        | 2:1         | 3:2                 | 5:5      | 1:0           | 1:1          | 0:2          | 1:1           | 0:3          |                 |

- * = Aufgrund von Fanausschreitungen wurde das Spiel zwischen Şanlıurfaspor und 1461 Trabzon vom 14. Oktober 2012 in der 34. Minute beim Stand von 1:2 vom Schiedsrichter Hüseyin Sabancı abgebrochen. Die Entscheidung über das weitere Vorgehen wird der Türkische Fußballverband in den nachfolgenden Tagen bekanntgeben.[4] Nachdem beide Seiten ihre Stellungnahme abgegeben haben, entschied der Fußballverband, dass als Heimmannschaft Şanlıurfaspor für die Ausschreitungen verantwortlich sei und verhängte neben einer Geldstrafe zusätzlich Spielsperren für einige Spieler. Darüber hinaus wurde entschieden, dass zwei Heimspiele von Şanlıurfaspor in einer anderen Stadt und ohne Zuschauer ausgetragen werden solle.[5] Die Entscheidung wurde am 10. Dezember 2012 bekanntgegeben. 1461 Trabzon wurde mit 3:0 als Sieger erklärt[6]

## Play-offs
Halbfinale
- Hinspiele: 19. Mai 2013
- Rückspiele: 23. Mai 2013

|                 | Gesamt    |            | Hinspiel | Rückspiel |
| --------------- | --------- | ---------- | -------- | --------- |
| Adana Demirspor | 1:3       | Manisaspor | 0:2      | 1:1       |
| Torku Konyaspor | (a)2:2(a) | Bucaspor   | 0:1      | 2:1       |

Finale
| Manisaspor                                                         | Manisaspor | Torku Konyaspor | Torku Konyaspor |
| ------------------------------------------------------------------ | --- | --- | --------------- |
| Manisaspor                                                         | \| Relegations-Finale \| \| 26. Mai 2013 um 18:33 Uhr in Eskişehir (Eskişehir-Atatürk-Stadion) \| \| Ergebnis: 0:2 (0:1) \| \| Schiedsrichter: Bülent Yıldırım \| \| Spielbericht \|                                                                      | \| Relegations-Finale \| \| 26. Mai 2013 um 18:33 Uhr in Eskişehir (Eskişehir-Atatürk-Stadion) \| \| Ergebnis: 0:2 (0:1) \| \| Schiedsrichter: Bülent Yıldırım \| \| Spielbericht \|                                                  | Torku Konyaspor |
| Manisaspor                                                         | Volkan Babacan – İsmail Dinler, Hikmet Balioğlu, Benjamin Fuchs – Gökay İravul (50. Murat Gürbüzerol), Maciej Iwański (78. Eray Ataseven), Ümit Yasin Arslan, Bülent Cevahir (58. Murat Tosun), Bekir Yılmaz – Kahê, Cem Sultan Cheftrainer: Reha Erginer | Kaya Tarakcı – Erdinç Yavuz, Selim Ay, Tolga Ünlü, Muhammet Yürükuslu – Erdal Kılıçaslan, Murat Akın, Şenol Akın (90. Serkan Şahin), İshak Çakmak – Recep Aydın (71. Neca), Sjoerd Ars (85. İbrahim Alan) Cheftrainer: Uğur Tütüneker | Torku Konyaspor |
| Manisaspor                                                         | 0:1 Recep Aydın (8.) 0:2 Sjoerd Ars (47.) | | Torku Konyaspor |
| Manisaspor                                                         | Bekir Yılmaz (49.), Murat Gürbüzerol (76.) | Neca (72.), Muhammet Yürükuslu (87.) | Torku Konyaspor |
| Manisaspor                                                         | Torku Konyaspor ist durch diesen Sieg in die Süper Lig aufgestiegen. | | Torku Konyaspor |
| Relegations-Finale                                                 | | |                 |
| 26. Mai 2013 um 18:33 Uhr in Eskişehir (Eskişehir-Atatürk-Stadion) | | |                 |
| Ergebnis: 0:2 (0:1)                                                | | |                 |
| Schiedsrichter: Bülent Yıldırım                                    | | |                 |
| Spielbericht                                                       | | |                 |

## Statistiken

### Torschützenliste
Bei gleicher Anzahl von Treffern sind die Spieler alphabetisch geordnet.
| Pl. | Nat.           | Spieler            | Verein              | Tore |
| --- | -------------- | ------------------ | ------------------- | ---- |
| 1.  | Elfenbeinküste | Bi Goua Gohou      | Kayseri Erciyesspor | 19   |
| 2.  | Brasilien      | Kahê               | Manisaspor          | 18   |
| 3.  | Ghana          | Emmanuel Banahene  | Karşıyaka SK        | 14   |
| 3.  | Brasilien      | José Carlos Júnior | Adana Demirspor     | 14   |
| 5.  | Turkei         | Emrah Bozkurt      | Kayseri Erciyesspor | 13   |
| 5.  | Turkei         | Erdal Kılıçaslan   | Torku Konyaspor     | 13   |
| 7.  | Turkei         | Mehmet Batdal      | Bucaspor            | 12   |
| 7.  | Turkei         | Serdar Deliktaş    | Gaziantep BB        | 12   |
| 7.  | Kamerun        | Mbilla Etame       | Adanaspor           | 12   |

### Meiste Torvorlagen (Assists)
Bei gleicher Anzahl von Vorlagen sind die Spieler alphabetisch geordnet.
| Pl. | Nat.       | Spieler       | Verein                         | Vorlagen |
| --- | ---------- | ------------- | ------------------------------ | -------- |
| 1.  | Turkei     | Sercan Kaya   | 1461 Trabzon / Çaykur Rizespor | 9        |
| 2.  | Frankreich | Sofiane Hanni | Kayseri Erciyesspor            | 7        |
| 3.  | Turkei     | Cafercan Aksu | Boluspor                       | 6        |
| 3.  | Turkei     | Erçağ Evirgen | Adana Demirspor                | 6        |
| 5.  | Turkei     | Fatih Şen     | Samsunspor                     | 6        |

## Trainer
| Verein          | Trainer             | im Amt seit  |
| --------------- | ------------------- | ------------ |
| 1461 Trabzon    | Mustafa Reşit Akçay | 1. Spieltag  |
| Adanaspor       | Levent Eriş         | 1. Spieltag  |
| Adana Demirspor | Mustafa Uğur        | 6. Spieltag  |
| Boluspor        | Osman Nuri Işılar   | 31. Spieltag |
| Bucaspor        | Sait Karafırtınalar | 1. Spieltag  |
| Çaykur Rizespor | Mustafa Denizli     | 17. Spieltag |
| Denizlispor     | Özcan Bizati        | 31. Spieltag |
| Gaziantep BB    | Suat Kaya           | 20. Spieltag |
| Göztepe İzmir   | Kemal Kılıç         | 9. Spieltag  |

| Verein                  | Trainer           | im Amt seit  |
| ----------------------- | ----------------- | ------------ |
| Karşıyaka SK            | Cihat Arslan      | 1. Spieltag  |
| Kartalspor              | Mehmet Altıparmak | 29. Spieltag |
| Kayseri Erciyesspor     | Osman Özköylü     | 1. Spieltag  |
| Torku Konyaspor         | Uğur Tütüneker    | 14. Spieltag |
| Manisaspor              | Reha Erginer      | 1. Spieltag  |
| MKE Ankaragücü          | Mustafa Kaplan    | 12. Spieltag |
| Samsunspor              | Besim Durmuş      | 12. Spieltag |
| Şanlıurfaspor           | Raşit Çetiner     | 25. Spieltag |
| TKİ Tavşanlı Linyitspor | Erol Tok          | 20. Spieltag |

### Trainerwechsel vor der Saison
- Bahri Kaya (Boluspor) Grund: Vertragsende.
- Osman Özköylü (Denizlispor) Grund: Vertragsende.
- Mustafa Uğur (Karşıyaka SK) Grund: Vertragsende.
- Kemalettin Şentürk (Kayseri Erciyesspor) Grund: Vertragsende.
- Osman Özdemir (Torku Konyaspor) Grund: Vertragsende.
- Giray Bulak (Çaykur Rizespor) Grund: Rücktritt während des Saisonvorbereitungscamps.[21]
- Ercan Albay (Adana Demirspor) Grund: Rücktritt während des Saisonvorbereitungscamps.[22]
- Yücel İldiz (Karşıyaka SK) Grund: Rücktritt während des Saisonvorbereitungscamps.[23]
- Hakan Kutlu (MKE Ankaragücü) Grund: Rücktritt während des Saisonvorbereitungscamps.[24]
- Güvenç Kurtar (Adana Demirspor) Grund: Rücktritt während des Saisonvorbereitungscamps.[25]

### Trainerwechsel während der Saison
- Kemal Kılıç (Şanlıurfaspor) Grund: Vertragsauflösung nach gegenseitigem Einvernehmen.[26]
- Osman Özdemir (Adana Demirspor) Grund: Rücktritt nach dem 5. Spieltag.[27]
- Levent Devrim (Tavşanlı Linyitspor) Grund: Vertragsauflösung nach gegenseitigem Einvernehmen nach dem 6. Spieltag.[28]
- Hüseyin Kalpar (Göztepe Izmir) Grund: Rücktritt nach dem 7. Spieltag.[29]
- Besim Durmuş (Kartalspor) Grund: Rücktritt nach dem 7. Spieltag.[30]
- Ahmet Erdinç (Tavşanlı Linyitspor) Grund: Betreute die Mannschaft interimsweise ein Spieltag lang.[31]
- Engin İpekoğlu (Denizlispor) Grund: Entlassung nach dem 9. Spieltag.[32]
- Hasan Sarı (Tavşanlı Linyitspor) Grund: Betreute die Mannschaft interimsweise zwei Spieltage lang.[33]
- Yılmaz Özlem (MKE Ankaragücü) Grund: Rücktritt nach dem 11. Spieltag.[17]
- Erhan Altın (Samsunspor) Grund: Entlassung nach dem 12. Spieltag.[34]
- Serhat Güller (Boluspor) Grund: Rücktritt nach dem 12. Spieltag.[35]
- Hüsnü Özkara (Konyaspor) Grund: Vertragsauflösung nach gegenseitigem Einvernehmen nach dem 12. Spieltag.[36]
- Engin Korukır (Çaykur Rizespor) Grund: Vertragsauflösung nach gegenseitigem Einvernehmen nach dem 15. Spieltag.[37]
- Mehmet Şahan (Gaziantep BB) Grund: Rücktritt nach dem 18. Spieltag.[38]
- Arif Peçenek (Tavşanlı Linyitspor) Grund: Verstarb am 29. Januar 2013.[39]
- Vedat Özsoylu (Gaziantep BB) Grund: Betreute die Mannschaft interimsweise.[40]
- Özcan Kızıltan (Kartalspor) Grund: Entlassung nach dem 19. Spieltag.[41]
- Bahri Kaya (Şanlıurfaspor) Grund: Vertragsauflösung nach gegenseitigem Einvernehmen nach dem 24. Spieltag.[42]
- Osman Özdemir (Kartalspor) Grund: Rücktritt nach dem 28. Spieltag.[43]
- Selahattin Dervent (Denizlispor) Grund: Rücktritt nach dem 30. Spieltag.[44]
- Oğuz Çetin (Boluspor) Grund: Rücktritt nach dem 31. Spieltag.[45]

## Die Meistermannschaft von Kayseri Erciyesspor
| 1. | Kayseri Erciyesspor |
|    | - Tor: Onur Bilgin (33 Spiel/kein Tor); Atilla Koca (17/-); Yusuf Balcıoğlu (1/-); Behram Zülaloğlu (16/-) - Abwehr: Volkan Özcan (1/-); Mustafa Tuna Kaya (18/-); Fatih Kılıçkaya (19/-); Hüseyin Yoğurtçu (8/-)1; Bilal Aziz (15/2); Numan Çürüksu (15/-); Arif Şahin (12/-); Ufukhan Bayraktar (7/-)1 - Mittelfeld: Serkan Atak (27/2); Ragıp Başdağ (29/1); Serdar Eylik (30/6); Kenan Şahin (26/5); Alaattin Tosun (31/-); Veysel Aksu (24/-); Insa Sylla (3/-); Mehmet Ayaz (10/2)1; Kemal Okyay (6/-)1; Veli Torun (2/-)1 - Angriff: Üstün Bilgi (4/-)1; Bi Goua Gohou (31/19); Emre Öztürk (18/1); Sofiane Hanni (32/4); Ozan Tahtaişleyen (19/-); Emrah Bozkurt (27/13); Göksu Türkdoğan (15/3); Cihan Özkara (4/-)1 - Trainer: Osman Özköylü 1Behram Zülaloğlu, Ufukhan Bayraktar, Mehmet Ayaz, Kemal Okyay, Veli Torun, Ü. Bilgi und Cihan Özkara bestritten nur die erste Saisonhälfte für Kayseri Erciyesspor |